# 4Q321

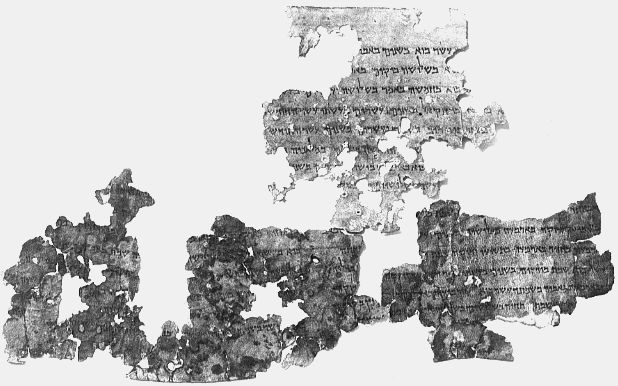
Rękopis 4Q321

4Q321 oznaczany również jako Mishmarot Ba – rękopis znaleziony w grocie 4 w Kumran należący do zwojów znad Morza Martwego. Zawiera on fragment kalendarza, którym posługiwała się społeczność Qumran. Rękopis jest datowany na lata pomiędzy 50 a 25 p.n.e. Zachowała się jedna karta tego dokumentu o wymiarach 13,4 na 21,1 cm.
Wyróżniającą cechą społeczności zamieszkującej Kumran był jej kalendarz, który został oparty na systemie słonecznym oraz składał się z 364 dni. Tymczasem ówczesny kalendarz całej społeczności żydowskiej był oparty na cyklach księżycowych i składał się zazwyczaj z 354-356 dni z możliwością wydłużenia roku o jeden dodatkowy miesiąc zwany We-Adar. Kalendarz odegrał ważną rolę w odłączeniu wspólnoty od reszty judaizmu, gdyż dni świąteczne dla wspólnoty były zwykłymi dniami pracy dla głównego nurtu judaizmu, jak i na odwrót.
Zgodnie z tym kalendarzem, nowy rok zawsze rozpoczynał się w środę. Rok składał się z pięćdziesięciu dwóch tygodni, podzielonych na cztery pory po trzynaście tygodni każda. Święta corocznie konsekwentnie wypadały w tych samych dniach tygodnia. Wydaje się, że ten układ kalendarza był przygotowany by zgodnie z nim członkowie wspólnoty mogli powstrzymywać się od istotnych zajęć na kilka dni przed nowiem lub zaćmieniem Księżyca.